# DVL1
Segment polarity protein dishevelled homolog DVL-1 là protein ở người được mã hóa bởi gen DVL1.

## Chức năng
DVL1, homolog con người của gen dishevelled (dsh) ở Drosophila mã hóa cho một phosphoprotein tế bào chất đảm nhận chức năng điều hòa tăng sinh tế bào, hoạt động dưới dạng một phân tử truyền tải (transducer molecule) cho quá trình phát triển, bao gồm phân đoạn và biệt hóa nguyên bào thần kinh. DVL1 là một gen dự tuyển (candidate gene) cho những quá trình liên quan đến biến nạp tế bào tại u nguyên bào thần kinh. Hội chứng Schwartz-Jampel và bệnh Charcot-Marie-Tooth type 2A được định vị trong cùng một vùng như DVL1. Những kiểu hình của các chứng bệnh này có thể tương thích với các khiếm khuyết được đợi tìm trước đó từ sự biểu hiện bất thường của một gen DVL trong suốt quá trình phát triển. Người ta đã tìm được ba biến thể phiên mã mã hóa nên ba isoform khác nhau cho gen này.

## Tương tác
DVL1 có khả năng tương tác với:
- AXIN1,[4][5]
- DVL3,[6]
- EPS8,[7] và
- Mothers against decapentaplegic homolog 3.[8]